# تئاتر بتکلان
تئاتر بَتَکلان (فرانسوی: Bataclan‎) یک سالن تئاتر در منطقه ۱۱ پاریس، فرانسه است.
این تئاتر که در سال ۱۸۶۴ میلادی ساخته، در ۳ فوریه ۱۹۶۵ تأسیس و در سال ۲۰۰۶ مورد بازسازی قرار گرفته است.

## حملات نوامبر ۲۰۱۵ پاریس
در جریان حملات ۱۳ نوامبر ۲۰۱۵ پاریس این تئاتر مورد حمله داعش قرار گرفت که منجر به کشته شدن ۸۹ نفر در آن شد.

## نگارخانه

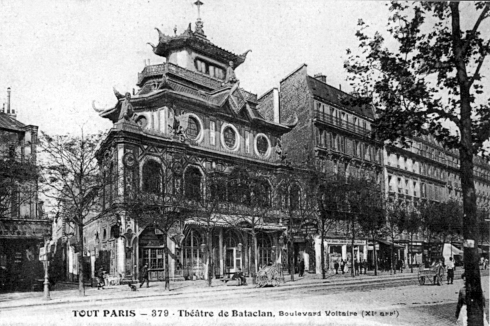
تئاتر بتکلان در دهه ۱۹۰۰ میلادی
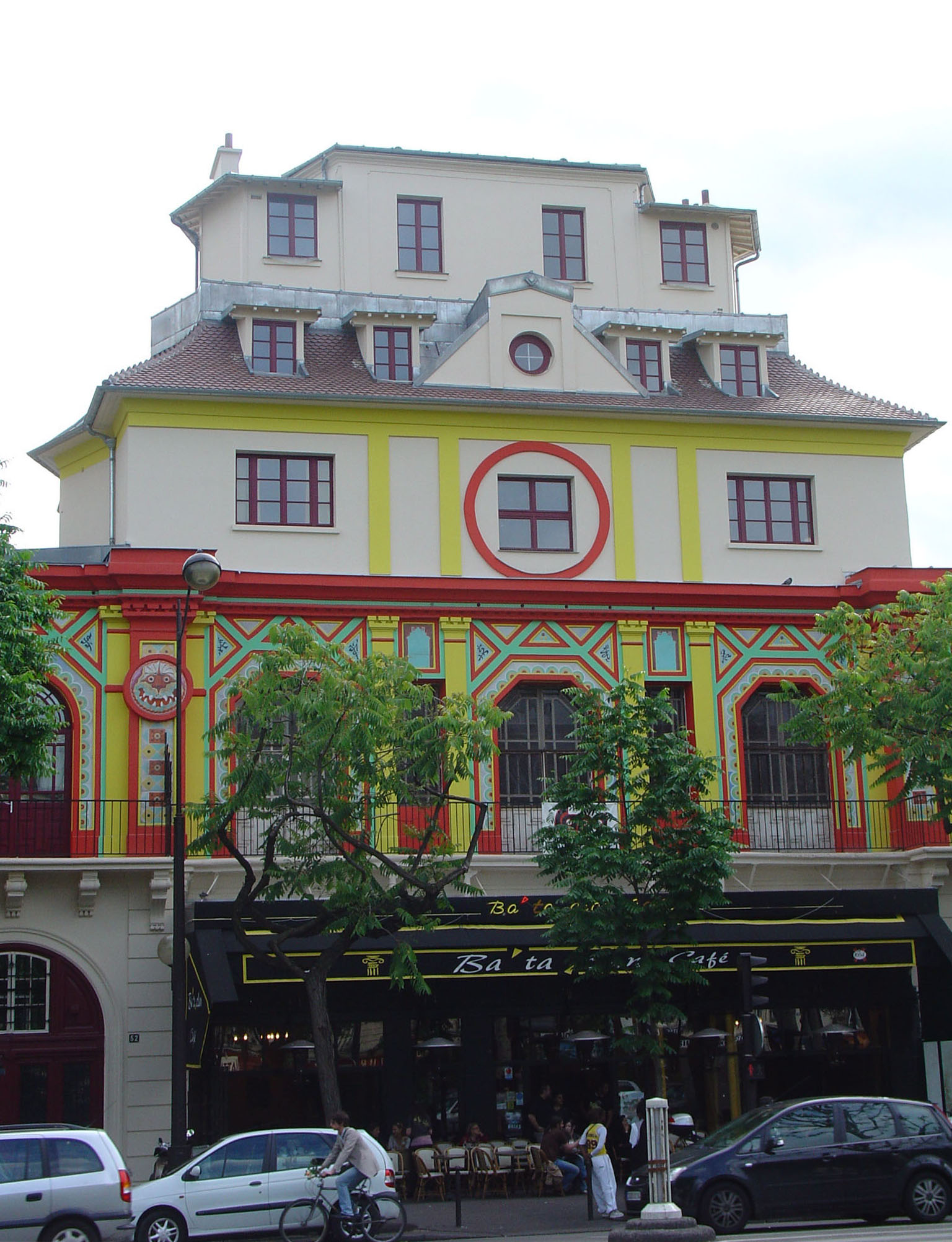
سال ۲۰۰۶